# Cholmok
Cholmok (ukrainisch Холмок; russisch Холмок/Cholmok, slowakisch Homoky oder Homok, ungarisch Kincseshomok) ist ein Ort in der Oblast Transkarpatien in der westlichen Ukraine.
Der Ort wurde 1358 zum ersten Mal schriftlich als Homuk erwähnt und liegt im Transkarpatischen Tiefland, etwa 6 Kilometer südlich der Stadt Uschhorod an der Eisenbahnstrecke nach Tschop. Etwa ein Drittel der Einwohner ist ungarischsprachig.
Bis 1919 gehörte der Ort zum Kaiserreich Österreich-Ungarn beziehungsweise Ungarn, danach als Teil der Karpato-Ukraine zur Tschechoslowakei. Mit der Annektierung kam er 1939–1945 wieder zu Ungarn, ab 1945 ist der Ort ein Teil der Ukrainischen Sozialistischen Sowjetrepublik beziehungsweise seit 1991 Teil der Ukraine.
Am 12. Juni 2020 wurde das Dorf zusammen mit 9 umliegenden Dörfern zum Zentrum der neu gegründeten Landgemeinde Cholmok (Холмківська сільська громада/Cholmkiwska silska hromada) im Rajon Uschhorod. Bis dahin bildete es zusammen mit den Dörfern Konzowo, Mynaj und Rosiwka die Landratsgemeinde Cholmok (Холмківська сільська рада/Cholmkiwska silska rada).
Folgende Orte sind neben dem Hauptort Cholmok Teil der Gemeinde:
| Name                     | Name       | Name                    | Name                 | Name         | Name    |
| ukrainisch transkribiert | ukrainisch | russisch                | slowakisch           | ungarisch    | deutsch |
| ------------------------ | ---------- | ----------------------- | -------------------- | ------------ | ------- |
| Botfalwa                 | Ботфалва   | Ботфалва                | Botfalva, Botfala    | Botfalva     | -       |
| Kintschesch              | Кінчеш     | Кинчеш                  | Kinčeš               | Kincsestanya | -       |
| Konzowo                  | Концово    | Концовое (Konzowoje)    | Koncovo              | Koncháza     | -       |
| Korytnjany               | Коритняни  | Корытняны               | Korytňany, Koritňany | Kereknye     | -       |
| Mynaj                    | Минай      | Минай (Minaj)           | Minaj                | Minaj        | -       |
| Rosiwka                  | Розівка    | Розовка (Rosowka)       | Ketergeň, Ketergín   | Ketergény    | -       |
| Schyschliwzi             | Шишлівці   | Шишловцы (Schyschlowzy) | Šišlovce             | Sislóc       | -       |
| Storoschnyzja            | Сторожниця | Сторожница              | Jovra, Jovroderma    | Őrdarma      | -       |
| Tarniwzi                 | Тарнівці   | Тарновцы (Tarnowzy)     | Tarnovce             | Ungtarnóc    | -       |

## Persönlichkeiten
- Izidor István Marosi (1916–2003) arbeitete als Priester in der Kirchengemeinde